# Roca Corporación
Roca Corporación Empresarial S.A. er en spansk producent af sanitetsteknik og møbler til badeværelse og køkken. De har hovedkvarter i Gavà, Catalonien. Roca har 24.000 ansatte med produktion i 84 lande.
Virksomheden Talleres Roca blev etableret i 1917.